# Drogowa Trasa Średnicowa

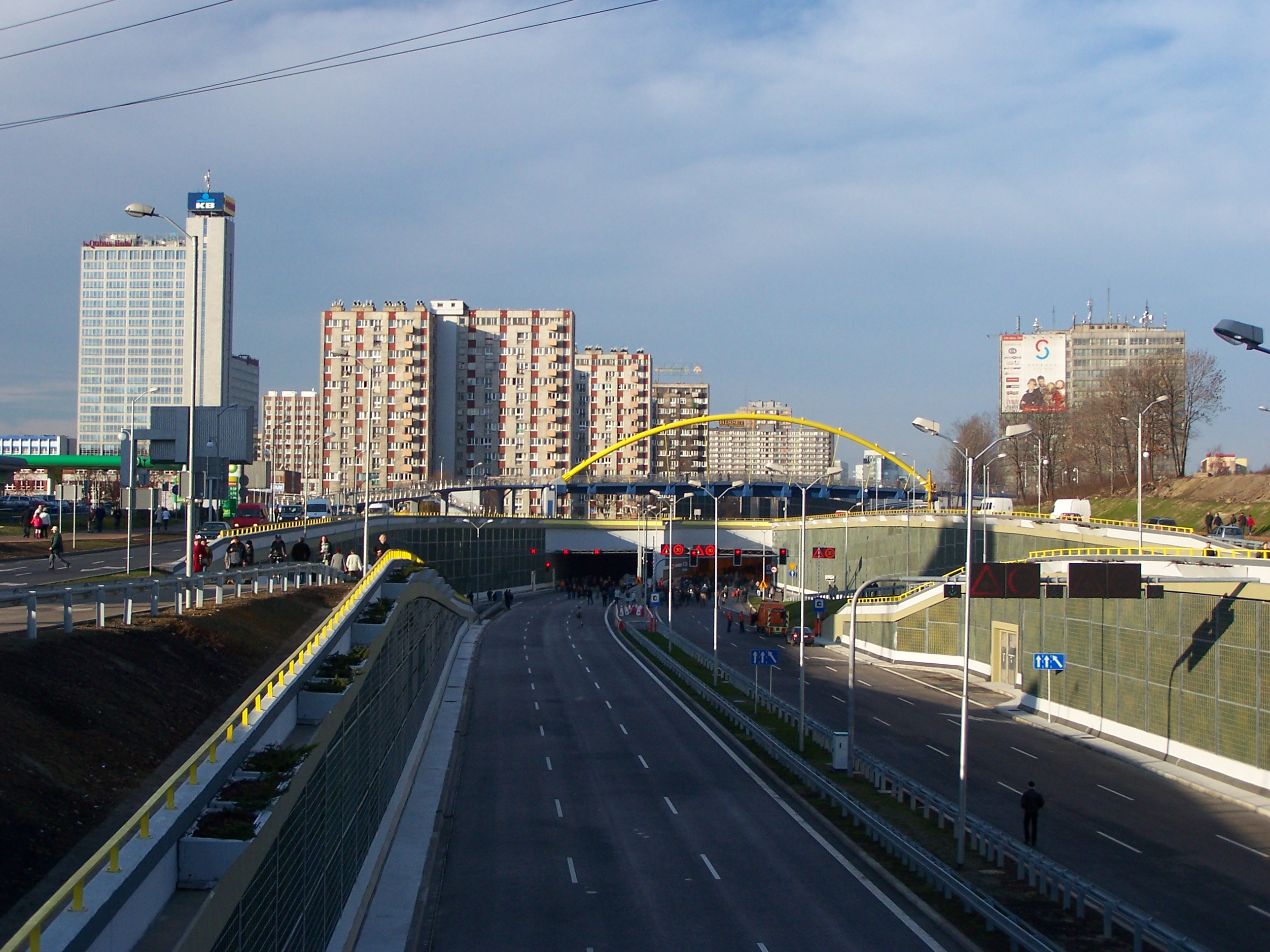
DT ở trung tâm thành phố Katowice

Drogowa Trasa rednicowa (DTŚ, có thể được dịch là đường cao tốc hoặc đường cao tốc trung tâm) là đường cao tốc ở Silesian Voivodeship, Ba Lan. DTŚ hoàn toàn là đường cao tốc phân làn, với tối thiểu 3 làn mỗi hướng. Đây là một trong những con đường quan trọng nhất của Khu công nghiệp Thượng Silesian.
DTŚ chạy hầu hết song song với đường cao tốc A4, nhưng không giống như A4, DTŚ cho phép truy cập vào các trung tâm tắc nghẽn của Liên minh đô thị Silesian với 26 nút giao (A4 có 6 nút giao trong phần so sánh).
DTŚ chạy từ Katowice, qua Chorzów và więtochłowice, Ruda ląska, Zabrze đến Gliwice.
Việc xây dựng đường dẫn đến một sự cải thiện đáng kể về giao thông của khu vực đô thị hóa cao của Liên minh đô thị Thượng Silesian. Nó rút ngắn khoảng cách đường bộ giữa Katowice và Gliwice 26%, thời gian đi lại 76%, tiêu thụ xăng 47%, số vụ tai nạn đường bộ là 82%, chi phí khai thác 39% và ô nhiễm không khí 50%.

## Lịch sử xây dựng
DTŚ là khoản đầu tư đường bộ lớn nhất từng được thực hiện bởi chính quyền địa phương ở Ba Lan. Việc xây dựng bắt đầu vào năm 1986. Năm 1990, do vấn đề tài chính của Ba Lan, công việc thực tế đã bị dừng lại. Từ năm 1994, ngân sách dành cho xây dựng tăng lên nhờ Ngân hàng Đầu tư Châu Âu (EIB) cung cấp bảo lãnh tài trợ. Từ năm 1999, việc xây dựng DTŚ là trách nhiệm chung của chính phủ Ba Lan, chính quyền địa phương của Silesian Voivodeship và của các thành phố mà con đường chạy qua và công việc tiến triển đều đặn. Một tổ chức địa phương ở Gliwice đã phản đối đề xuất bố trí con đường xuyên qua trung tâm thành phố (trên cơ sở sinh thái). Việc xây dựng đã được hoàn thành vào năm 2016.
Một phần mở rộng về phía đông của DTŚ được lên kế hoạch cho một tương lai xa hơn. Nhánh này sẽ chạy từ Katowice đến Mysłowice, Sosnowiec, Będzin và Dąbrowa Górnicza. Độ dài dự kiến của phần này là 22,3 km (13,9 mi).